# Christoph Haberer
Christoph Haberer (* 13. November 1951 in Donaueschingen) ist ein deutscher Perkussionist, Schlagzeuger und Elektroniker des Modern Jazz.

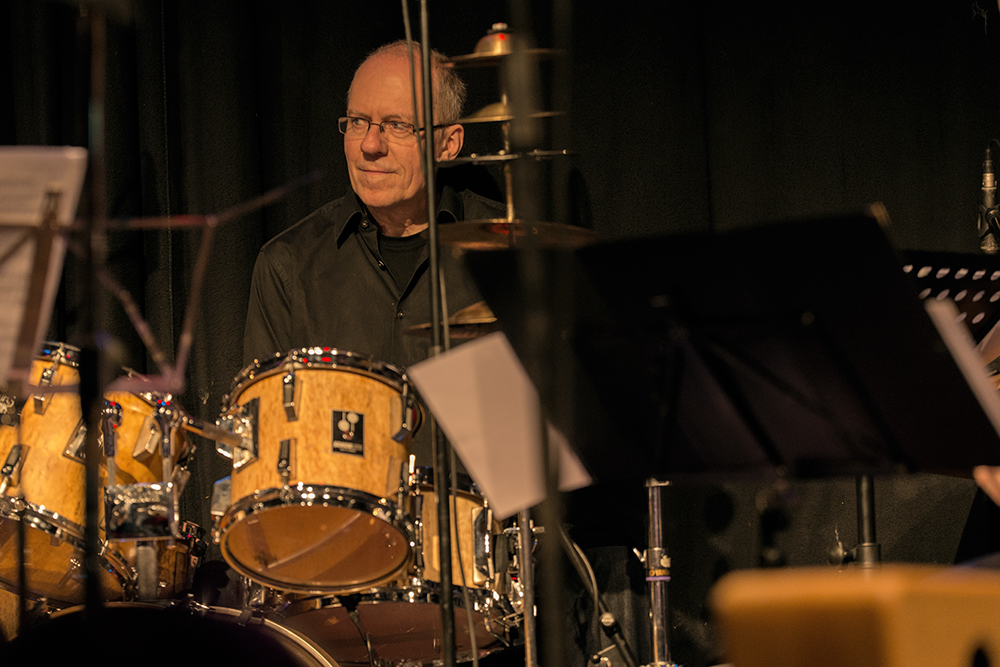
Christoph Haberer (Köln, 2013)

## Leben und Wirken
Haberer studierte an der Swiss Jazz School und an der Hochschule für Musik Köln. Er unterrichtete unter anderem den Multiinstrumentalisten Ralf Mähnhöfer. Er ging mit Benny Bailey, Lee Konitz und Frank Wunsch, James Newton sowie mit Peter Gigers „Family of Percussion“ auf Tournee. 1980 spielte er die Soloplatte „Drümmele Maa“ ein. 1984 gründete er seine gleichnamige Gruppe („Villa Rhododendron“, 1986), mit der er gemeinsam mit der Kölner Saxophon Mafia und der kongolesischen Trommlergruppe „Elima“ auf dem JazzFest Berlin auftrat. Mit „Drümmele Maa“, zu denen Stefan Bauer und Ramesh Shotham gehörten, ging er mehrfach international auf Tournee und spielte mit Greetje Bijma auf dem Jazzfestival Münster und mit den Bläsern Paul van Kemenade, Michael Heupel und Reiner Winterschladen auf dem JazzFest Berlin. Seit 1989 war er in verschiedenen Projekten mit Matthias Frey zu hören, etwa Auftritten gemeinsam mit dem Schriftsteller Wole Soyinka. Bei der MusikTriennale Köln 1994 trat er gemeinsam mit Trilok Gurtu, Naná Vasconcelos und Moussa Cissoko auf. Ende der 1990er Jahre wirkte er unter dem Namen An den Rändern Europas mit den Perkussionisten Carlo Rizzo, Okay Temiz, Mel Mercier, Rui Júnior und der türkisch-bulgarischen Sängerin Yildiz Ibrahimova.
Haberer arbeitet auch solo, wobei er schon seit den neunziger Jahren auch analoge und digitale Synthesizer und Sequenzer-Pads einsetzt,  die in einer genau festgelegten Ordnung neben den Trommeln aufgestellt sind und mit den Trommelstöcken oder den Händen angeschlagen werden. Christoph Haberer spielt heute eine polyrhythmische, computergestützte, aber auch live gesteuerte Musik und das gelegentlich auch in seinem Quartet Banda Unica mit Michael Heupel, Nicolao Valiensi und Carlo Rizzo oder bei einem der Pata-Projekte von Norbert Stein. Seit 2019 experimentiert er gemeinsam mit Ingo Werner auch mit der Integration von visuellen Material in seine Musik.

## Diskographische Hinweise
- Kölner Saxophon Mafia, Drümmele Maa, Elima Baboma (JazzHausMusik 1988)
- Lee Konitz/Frank Wunsch S’ Nice (1990)
- personal edition (1980–2005)
- Trommelzeit (2008)
- Polyritmia (2011)
- Sarah Buechi/Christoph Haberer Animata (JazzHausMusik 2015)
- Trommelfarben (Housemaster 2023, Hofa 2024)[1]

## Lexigraphische Einträge
- Martin Kunzler: Jazz-Lexikon. Band 1: A–L (= rororo-Sachbuch. Bd. 16512). 2. Auflage. Rowohlt, Reinbek bei Hamburg 2004, ISBN 3-499-16512-0.